# راینالد گوتز
راینالد گوتز (انگلیسی: Rainald Goetz؛ زادهٔ ۲۴ مهٔ ۱۹۵۴) نویسنده، پزشک، تاریخ‌نگار، و مؤلف (پدیدآور) اهل آلمان است.
وی همچنین برندهٔ جوایزی همچون جایزه گئورگ بوشنر شده‌است.